# 24-cm-Kanone Theodor (E)
Die 24-cm-Kanone Theodor (E) (auch Theodor-Gerät oder Theodor-Kanone) war ein Eisenbahngeschütz der Wehrmacht im Zweiten Weltkrieg.

## Geschichte
Die zwischen 1937 und 1938 in drei Exemplaren gebaute Kanone konnte unabhängig von vorhandenen Gleisstrecken auf kurzfristig gebauten Gleisen und Drehscheiben eingesetzt werden.
Die Kanonen waren ursprünglich vom Typ 24-cm-Schnelladekanone L/40 (24 cm SK L/40 C/94), die auf den Linienschiffen der Kaiser-Friedrich-III.-Klasse und der Wittelsbach-Klasse eingesetzt wurden. Sie hatten ein Gefechtsgewicht von 94.000 Kilogramm und konnten 148,5 Kilogramm schwere Geschosse 26.750 Meter weit schießen. Die Lebensdauer eines Rohres betrug ungefähr 900 Schuss.
Die Geschütze wurden in den Eisenbahnbatterien 664, 674 und 722 eingesetzt.